# Deutsche Parlamentarische Gesellschaft

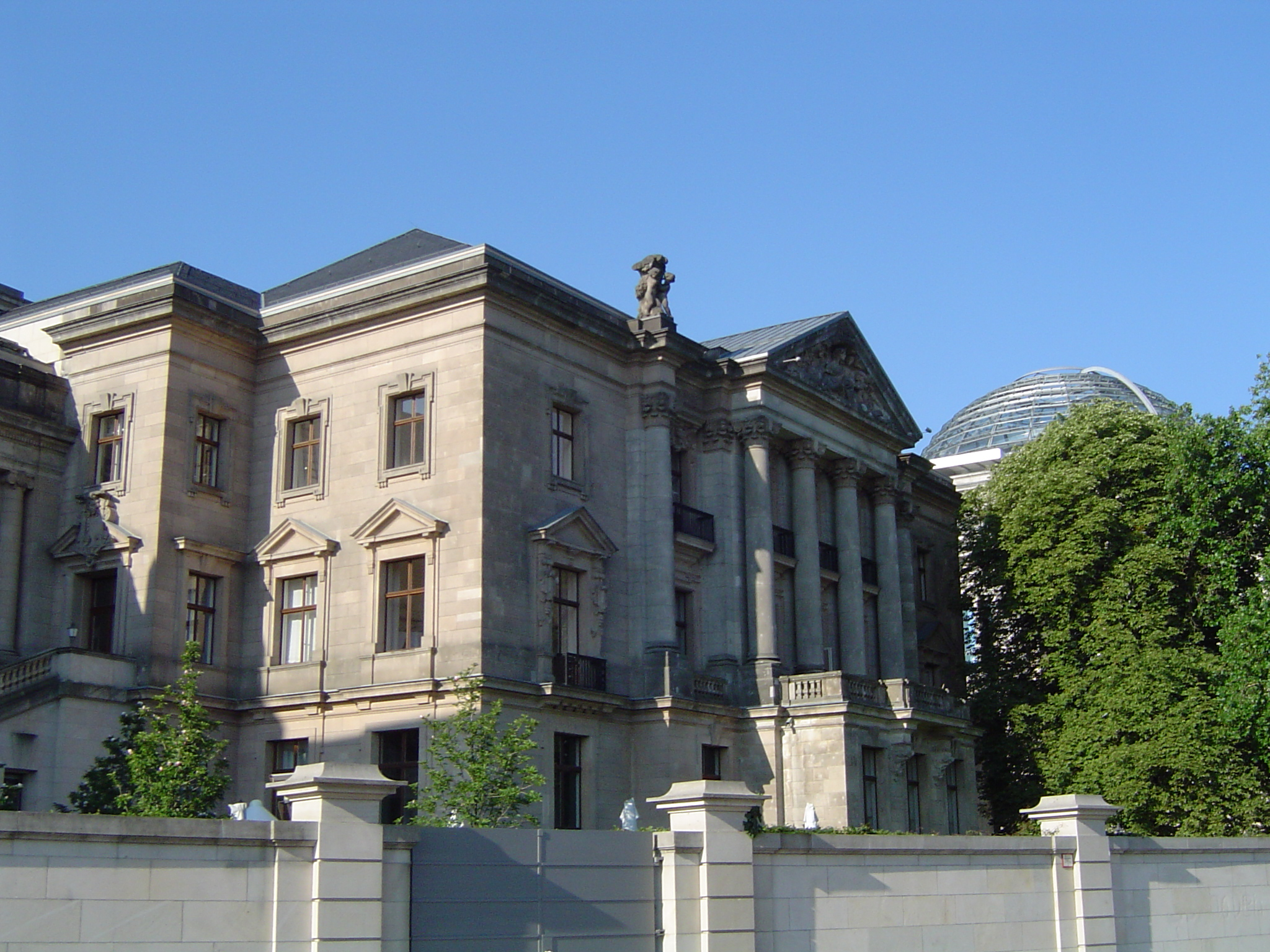
Das Berliner Reichstagspräsidentenpalais als Sitz der DPG

Die Deutsche Parlamentarische Gesellschaft e. V. (DPG) ist eine überparteiliche Vereinigung von Abgeordneten des Deutschen Bundestages, der deutschen Landtage und des Europaparlaments. Sitz ist seit dem 14. September 1999 das ehemalige Reichstagspräsidentenpalais am Friedrich-Ebert-Platz in Berlin gegenüber dem Osteingang des Reichstagsgebäudes. Damit wollte die DPG die Parlamentspraxis der Weimarer Republik unterstreichen, während der das Gebäude bereits als Treffpunkt der Abgeordneten gedient hatte.

## Geschichte
Die DPG wurde am 1. April 1951 von den Bundestagsabgeordneten Karl Georg Pfleiderer (FDP/DVP), Gerhard Lütkens (SPD), Paul Bausch (CDU) und Josef-Ernst Fürst Fugger von Glött (CSU) gegründet. Als Vorbild diente die 1944 von Stephen King-Hall in Großbritannien gegründete Hansard-Society, die einige deutsche Abgeordnete, darunter Carlo Schmid, 1950 besucht hatten. Als Vorläufer der DPG galt ein ab 1949 in der Pädagogischen Akademie in Bonn eingerichteter Roter Salon. In ihren Anfangsjahren traf sich die DPG in angemieteten Räumen im Bonner Hotel Bergischer Hof. Von 1955 bis 1999 hatte die Gesellschaft ihren Sitz in der Villa Dahm, die sie sich anfangs einige Jahre mit der Deutschen Presse-Agentur teilte. Mit dem Umzug des Bundestages ging auch die DPG im Sommer 1999 nach Berlin. Die Villa Dahm wurde mit dem Umzug der Stadt Bonn überlassen, die diese trotz Protesten der DPG 2006 für den Erweiterungsneubau des World Conference Center Bonn (WCCB) abreißen ließ.

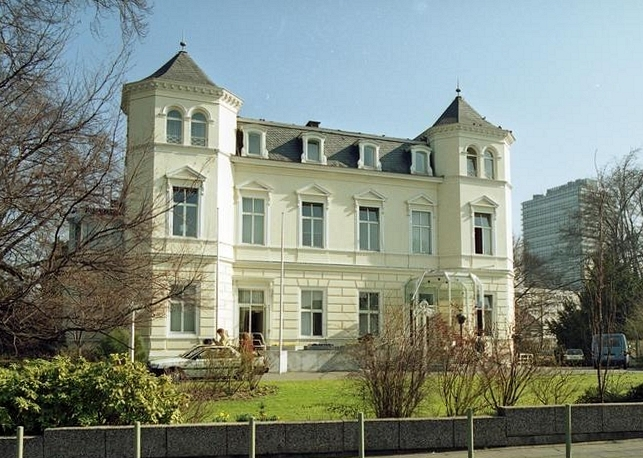
Villa Dahm in Bonn (2006 abgerissen), ehemaliger Sitz der DPG von 1955 bis 1999

Die von der Gesellschaft seither im Berliner Reichstagspräsidentenpalais genutzten Räumlichkeiten übersteigen jene in der Bonner Villa Dahm in ihrer Größe um ein Vielfaches. Ende der 1990er Jahre nutzten etwa 6.500 Personen jährlich die Arbeitsräume der DPG in Bonn; 2012 waren es in Berlin jährlich über 52.000. Die Büroräume der DPG befinden sich in der dritten Etage (Dachgeschoss) des Reichstagspräsidentenpalais; im ersten Stock befinden sich Clubzimmer, prachtvolle Salons, kleinere Kaminzimmer und der Kaisersaal (Großer Saal), der auch vom Bundestag für protokollarische Anlässe genutzt wird. Zum Gebäude gehören auch ein Speisesaal, eine Kneipe, in der man auch rauchen kann, im Sockelgeschoss (Souterrain) eine Loggia und ein Garten. Über einen unterirdischen Tunnel gelangt man vom Jakob-Kaiser-Haus in das direkt gegenüber gelegene Reichstagsgebäude.

## Aufgabengebiet
Zweck und Ziel der DPG ist es, die persönlichen Beziehungen der Abgeordneten der verschiedenen Parlamente über Parlaments- und Parteigrenzen hinweg zu fördern und so auch für ein besseres Verständnis für die unterschiedlichen politischen Positionen zu sorgen. Nach einem Bericht des Haushaltsausschusses des Deutschen Bundestages ist die Aufgabe der Deutschen Parlamentarischen Gesellschaft e. V. die „Pflege menschlicher, sachlicher und politischer Beziehungen zwischen den Mitgliedern der Parlamente des Bundes, der Länder und der europäischen Institutionen. Die Gesellschaft unterhält Beziehungen zu Mitgliedern ausländischer Parlamente und zu gleich gearteten Gesellschaften des Auslandes.“ Dabei soll nach Formulierung des ehemaligen Bundestagspräsidenten Wolfgang Thierse in der persönlichen Begegnung in vertrauter Atmosphäre der „Grundkonsens der Demokraten im Deutschen Bundestag“ gestärkt werden. Die Deutsche Parlamentarische Gesellschaft wurde in der Geschichte des deutschen Parlamentarismus von den Abgeordneten auch immer als Ort der Entspannung vom politischen Alltag und der persönlichen Versöhnung nach heftigen politischen Schlagabtauschen im Plenum betrachtet. Sich selbst bezeichnet die Gesellschaft als „Tochter des Bundestages“.
Die Gesellschaft nutzt ihre Gebäude außerdem für kulturelle Veranstaltungen wie Ausstellungen bildender Künstler und Buchpräsentationen. Am 29. März 1976 sorgte eine Ausstellung von Arbeiten des Plakatkünstlers Klaus Staeck in der Villa Dahm für bundesweite Aufregung, als CDU/CSU-Abgeordnete unter Führung von Philipp Jenninger einige dieser Plakate von den Wänden rissen. Dieser Eklat, in den Medien auch „Bonner Bildersturm“ genannt, galt den Befürwortern der Ausstellung um Holger Börner (SPD) als „Angriff auf die Freiheit der Kunst“.
Nach der Bundestagswahl 2005 gelangte die DPG in das öffentliche Blickfeld, da in ihren Räumen getreu der DPG-Tradition des interfraktionellen Austausches die Sondierungsgespräche der potentiellen Koalitionspartner stattfanden. CDU/CSU und SPD sowie CDU/CSU und Grüne haben sich auch nach der Bundestagswahl 2013 dort zu Sondierungsgesprächen getroffen. Auch nach der Bundestagswahl 2017 trafen sich CDU/CSU, FDP und Grüne in den Räumlichkeiten der DPG zu ersten Sondierungsgesprächen für die Bildung einer Jamaika-Koalition.
In der Regel findet hier an jedem Freitagvormittag unter Federführung der fraktionsübergreifenden Gruppe Christen im Parlament ein „ökumenisches Gebetsfrühstück“ statt, während der Andachtsraum im Reichstagsgebäude am Tag zuvor entsprechend genutzt wird.

## Zusammensetzung und Finanzierung
Anfang der 2010er Jahre hatte die DPG ca. 1400 Mitglieder, darunter ca. 600 aktive Abgeordnete sowie ehemalige Bundestagsmitglieder. „In den bundeseigenen Liegenschaften ehemaliges Reichstagspräsidentenpalais, Louisenstraße 32-34, Unter den Linden 71 und Jakob Kaiser Haus sowie in der Liegenschaft Schiffbauerdamm 40 werden Räumlichkeiten samt Inventar unentgeltlich überlassen.“ Mitglieder der DPG können Abgeordnete und Diplomaten werden; Journalisten haben grundsätzlich keinen Zutritt. Der Mitgliedsbeitrag für aktive Abgeordnete liegt bei 300 Euro jährlich. Das Budget wurde 2011 mit rund 1,4 Millionen Euro aus dem Bundesetat bezuschusst. Die Belegschaft der DPG umfasst rund 40 Vollzeitangestellte. 2021 erhielt die Deutsche Parlamentarische Gesellschaft e. V. 2,473 Millionen Euro aus dem Bundesetat.

## Vorsitzende/Präsidenten
Das Vorschlagsrecht für den Präsidenten der DPG liegt bei der stärksten Fraktion im Bundestag. Die Vizepräsidenten, darunter in den 2010er Jahren Susanne Kastner (SPD), Eckart von Klaeden (CDU/CSU), Jürgen Koppelin (FDP) und Petra Pau (Die Linke), werden von allen Bundestagsfraktionen gestellt.
- 1951–1954: Karl Georg Pfleiderer, FDP/DVP
- 1954–1957: Kurt Georg Kiesinger, CDU
- 1957–1961: Otto Fürst von Bismarck, CDU
- 1961–1972: Ernst Majonica, CDU
- 1972–1977: Hedwig Meermann, SPD
- 1977–1979: Richard Stücklen, CSU
- 1979–1980: Burkhard Ritz, CDU
- 1980–1991: Otto Wulff, CDU
- 1991–1998: Reinhard Freiherr von Schorlemer, CDU
- 1998–2006: Elke Leonhard, SPD – sodann Ehrenpräsidentin auf Lebenszeit
- 2006–2018: Heinz Riesenhuber, CDU
- 2018–2022: Michaela Noll, CDU
- seit 2022: Stefan Zierke, SPD

Die Praxis, den Vorstand der DPG durch eine Blockwahl zu bestimmen, wurde auf Antrag der AfD durch das AG Berlin-Mitte mit Urteil vom 12. September 2022, Az: 12C59/22 eV, durch einstweilige Verfügung untersagt.
Geschäftsführer der DPG
- 1951–1984: Elisabeth Gräfin Werthern
- 1984–2000: Ingrid von Hagen
- 2000–2003: Heinke Sudhoff
- seit 2003: 0 Bernd Wichterich